# Tonja Bufordová-Baileyová
Tonja Yvette Bufordová-Baileyová (* 13. prosince 1970 Dayton, Ohio) je bývalá americká atletka, která startovala hlavně na 400 metrů překážek. Startovala jako Tonja Buford, do doby než se 28. října 1995 vdala za Viktora Baileyho. V roce 1982, když jí bylo 12, se setkala s bývalou běžeckým hvězdou Wilmou Rudolphovou. Navštěvovala Meadowdale High School v Daytonu a University of Illinois.